# 阿尔布雷希特公爵集团军群 (德意志帝国)
阿尔布雷希特公爵集团军群（德語：Heeresgruppe Herzog Albrecht）又名“D集团军群”，是第一次世界大战期间德意志帝國陸軍的一个集团军群单位，于1917年3月7日至1918年11月11日间在符腾堡公爵阿尔布雷希的指挥下于西线战场作战。